# Sudáfrica en los Juegos Olímpicos de Roma 1960
Sudáfrica estuvo representada en los Juegos Olímpicos de Roma 1960 por un total de 55 deportistas que compitieron en 12 deportes.  
El portador de la bandera en la ceremonia de apertura fue el luchador Manie van Zyl.

## Medallistas
El equipo olímpico sudafricano obtuvo las siguientes medallas:
| Nombre         | Deporte   | Competición       |
| -------------- | --------- | ----------------- |
| Oro            |           |                   |
| —              |           |                   |
| Plata          |           |                   |
| Daniel Bekker  | Boxeo     | Pesado (+81 kg) M |
| Bronce         |           |                   |
| Malcolm Spence | Atletismo | 400 m M           |
| William Meyers | Boxeo     | Pluma (57 kg) M   |